# 미쓰정 (효고현)
미쓰정(御津町)은 효고현 이보군에 설치되었던 정이다. 현재의 다쓰노시에 해당한다.